# Pergamaster incertus
Pergamaster incertus är en sjöstjärneart som först beskrevs av Bell 1908.  Pergamaster incertus ingår i släktet Pergamaster och familjen ledsjöstjärnor. Inga underarter finns listade i Catalogue of Life.